# Aziory
Aziory (vitryska: Азёры) är en agropolis i Belarus.   Den ligger i voblasten Hrodna voblast, i den västra delen av landet, 220 kilometer väster om huvudstaden Minsk. Aziory ligger 118 meter över havet och antalet invånare är 1 000. Den ligger vid sjön Ozero Rybnitsa.

## Natur och klimat
Terrängen runt Aziory är mycket platt. Runt Aziory är det ganska tätbefolkat, med 139 invånare per kvadratkilometer.. Närmaste större samhälle är Skіdal, 15,2 kilometer söder om Aziory. 
Omgivningarna runt Aziory är en mosaik av jordbruksmark och naturlig växtlighet.